# Yana Shemyakina
Yana Volodymyrivna Shemyakina (en ukrainien : Яна Володимирівна Шемякіна, Iana Volodymyrivna Chemiakina) née le 5 janvier 1986 à Lviv, est une escrimeuse ukrainienne pratiquant l'épée

## Palmarès
- Jeux olympiques
  -  Médaille d'or aux Jeux olympiques 2012 à Londres

- Championnats d'Europe d'escrime
  -  Médaille d'or par équipes aux championnats d'Europe d'escrime 2005 à Zalaegerszeg
  -  Médaille de bronze aux championnats d'Europe d'escrime 2009 à Plovdiv
  -  Médaille de bronze aux championnats d'Europe d'escrime 2005 à Zalaegerszeg